# Derartu Tulu
Derartu Tulu (ur. 21 marca 1972 w Bekoji) – etiopska lekkoatletka, specjalizująca się w biegach na długich dystansach.
Dwukrotna mistrzyni olimpijska w biegu na 10 000 metrów (1992, 2000). W 2004 zdobyła swój trzeci olimpijski medal na tym dystansie, tym razem brązowy. Startowała również na igrzyskach olimpijskich w 1996 roku, ale w finale zajęła 4. miejsce.
W mistrzostwach świata wywalczyła w biegu na 10 000 m złoto (2001) i srebro (1995). Była też trzykrotną mistrzynią świata w biegach przełajowych (1995, 1997, 2000).
W 1991 została złotą medalistką igrzysk afrykańskich.